# لانياري
لانياري (بالفارسية: لانیاری) هي قرية تقع في البلدة المركزية في إيران. يقدر عدد سكانها بـ 314 نسمة بحسب إحصاء 2016.